# Saint-Marcet
Saint-Marcet település Franciaországban, Haute-Garonne megyében. Lakosainak száma 370 fő (2022. január 1.). Saint-Marcet Aulon, Cardeilhac, Cassagnabère-Tournas, Lalouret-Laffiteau, Larcan, Latoue és Saint-Lary-Boujean községekkel határos.

## Népesség
A település népessége az elmúlt években az alábbi módon változott:
| Lakosok száma | 401  | 348  | 395  | 393  | 380  | 363  | 360  | 361  | 362  | 370  |
|               | 1968 | 1982 | 1990 | 2006 | 2013 | 2015 | 2017 | 2019 | 2020 | 2022 |